# Sân bay Kirkwall
Sân bay Kirkwall (IATA: KOI, ICAO: EGPA) là sân bay chính phục vụ quần đảo Orkney ở Scotland. Sân bay này cách Kirkwall 4,6 km về phía đông nam. Chủ sở hữu sân bay này là Highlands and Islands Airports Limited.

## Các hãng hàng không và các điểm đến
- British Airways
  - do Loganair cung ứng (Aberdeen, Edinburgh, Glasgow, Inverness, Sumburgh) (ngừng 25 tháng 10)
- Flybe
  - do Loganair cung ứng (Aberdeen, Edinburgh, Glasgow, Inverness, Sumburgh) (bắt đầu 26 tháng 10)
- Loganair (Eday, North Ronaldsay, Papa Westray, Sanday, Stronsay, Westray)